# Хитров, Фёдор Михайлович
Хитров Фёдор Михайлович (1903 г. Грозный — 1986), один из основоположников советской челюстно-лицевой хирургии, профессор.

## Биография
Ф. М. Хитров родился в семье железнодорожника. В 1927 году окончил медицинский факультет Варшавского университета, который в то время располагался в Ростове-на-Дону.
Формирование Ф. М. Хитрова как личности, ученого и врача состоялось в ЦИТО, куда он приехал учиться в начале 30-х годов. Становление его происходило в окружении выдающихся, талантливых людей, признанных авторитетов — профессоров Напалкова Н. И., Приорова Н. Н., Рауэра А. Э. Михельсона Н. М. В 33 года защитил кандидатскую диссертацию, а в 43 — возглавил клинику ЧЛХ ЦИТО, ставшую с 1962 года основой соответствующего подразделения ЦНИИС. В 1949 году защитил докторскую диссертацию на тему «Пластика носа Филатовским стеблем после огнестрельных ранений».

Автор более 120 научных работ. Под его руководством выполнено 10 докторских и 19 кандидатских диссертаций.

Могила Ф.М. Хитрова на Введенском кладбище в Москве

Федора Михайловича отличали такие качества: дух творчества и постоянного активного научного поиска в специальности; удивительная интеллигентность; мягкость в общении, с людьми он практически не повышал голоса, много любил шутить, при этом оставался достаточно жестким при отстаивании интересов науки и специальности; поразительное трудолюбие — всю свою жизнь до последних дней был оперирующим хирургом; сочетание глубоких анатомических знаний с необыкновенным мастерством пластического хирурга.
Большое внимание уделял восстановлению не только анатомии, но и функции утраченных тканей. Его интересовало не только восстановление контуров лица, сколько возвращение утраченной функции поврежденного органа (физиологичная ЧЛХ). Им разработаны и внедрены в практику около 20 оригинальных методов восстановления методов функции дыхания, речи и глотания, до конца своих лет он оставался верен принципу «красиво то, что работает».
Ему принадлежат научные разработки по ринопластике, формированию входа в гортань и глотку (Т-образным стеблем), по устранению глоточной и пищеводной стом с помощью кожной трубки, по усовершенствованию способов хирургического лечения больных с врожденной расщелиной верхней губы и неба, по мионевротизации парализованных мышц лица и языка.

## Научные работы
1. «Пластические операции на лице» (1953 г.)
2. «Пластическое замещение дефектов лица и шеи филатовским стеблем» (1955 г.) — была отмечена первой премией АМН СССР имени С. И. Спасо-Кукотского как лучшая работа по хирургии
3. «Дефекты и рубцовые заращения глотки, шейного отдела позвоночника, гортани, трахеи и методика их устранения» (1963 г.) — удостоена Ленинской премии
4. «Основы пластических операций на лице» (1971 г.)
5. «Атлас пластической хирургии лица и шеи» (1984 г.)